# Denfeld Mountains
Denfeld Mountains är ett berg i Antarktis. Det ligger i Västantarktis. Inget land gör anspråk på området. Toppen på Denfeld Mountains är 781 meter över havet.
Terrängen runt Denfeld Mountains är varierad. Trakten är obefolkad. Det finns inga samhällen i närheten. 